# Vertigo paradoxa
Vertigo paradoxa es una especie de molusco gasterópodo de la familia Vertiginidae en el orden Stylommatophora.

## Distribución geográfica
Es endémica de Canadá y Estados Unidos.